# Jimmy Casella
Fiore "Jimmy" Casella (3 juni 1924 – 10 augustus 1976) was een professionele pokerspeler uit de Verenigde Staten. 
Begin jaren 70 was Casella een prominente speler en won in korte tijd drie World Series of Poker titels. Tevens eindigde hij op de negende plek van het Main Event in 1973. Toentertijd was er echter alleen een geldprijs voor de winnaar, Puggy Pearson.

## World Series of Poker bracelets
| Jaar | Toernooi                  | Prijs   |
| ---- | ------------------------- | ------- |
| 1971 | $1.000 Limit Razz         | $10.000 |
| 1974 | $1.000 Razz               | $25.000 |
| 1974 | $10.000 Limit 7 Card Stud | $41.225 |